# Кашкин, Николай Дмитриевич
Николай Дмитриевич Кашкин (27 ноября (9 декабря) 1839, Воронеж — 15 марта 1920, Казань) — русский музыкальный критик, педагог, писатель. Профессор московской консерватории по классам обязательной теории.

## Биография
Родился в Воронеже в 1839 году в семье книготорговца Дмитрия Антоновича Кашкина. Образование получил домашнее и учился первоначально музыке у своего отца.
В 1860 году поселился в Москве, некоторое время занимался у А. И. Дюбюка. С октября 1863 года преподавал в классах, открытых Императорским Русским музыкальным обществом. С 1866 года преподавал в Московской консерватории теорию и историю музыки и игру на фортепиано; с 1875 года — профессор. Был музыкальным сотрудником «Русских Ведомостей», потом «Московских Ведомостей». Его главные труды: наиболее распространённый русский учебник элементарной теории музыки (1875; много раз переиздавался), «Очерк истории русской музыки», «Оперная сцена Московского императорского театра» (1897, под псевдонимом Н. Дмитриев). Перевёл учебник контрапункта Людвига Бусслера (Москва, 1885). Оставил «Воспоминания» о Чайковском (1896) и Рубинштейне.

## Публикации
- Кашкин Н. Д. Статьи о русской музыке и музыкантах / Ред., вступ. ст. и прим. С. И. Шлифштейна. — М., 1953.
- Кашкин Н. Д. Воспоминания о П. И. Чайковском / Ред., вступ. ст. и прим. С. И. Шлифштейна. — М.: Музгиз, 1954. — 228 с. — (Русская классическая музыкальная критика).
- Кашкин Н. Д. Избранные статьи о П. И. Чайковском / Ред., вступ. ст. и прим. С. И. Шлифштейна. — М.: Музгиз, 1954. — 240 с. — (Русская классическая музыкальная критика). — 10 000 экз.